# العلاقات الأسترالية المالديفية
العلاقات الأسترالية المالديفية هي العلاقات الثنائية التي تجمع بين أستراليا والمالديف.

## مقارنة بين البلدين
هذه مقارنة عامة ومرجعية للدولتين:
| وجه المقارنة                                              | أستراليا                                   | المالديف       |
| --------------------------------------------------------- | ------------------------------------------ | -------------- |
| المساحة (كم2)                                             | 7.69 مليون                                 | 298            |
| عدد السكان (نسمة)                                         | 24.51 مليون                                | 436.33 ألف     |
| الكثافة السكانية (ن./كم²)                                 | 3.19                                       | 146.42 ألف     |
| العاصمة                                                   | كانبرا، ملبورن                             | ماليه          |
| اللغة الرسمية                                             | لغة إنجليزية                               | اللغة الديفهي  |
| العملة                                                    | دولار أسترالي، جنيه إسترليني، جنيه أسترالي | روفيه مالديفية |
| الناتج المحلي الإجمالي (بليون دولار)                      | 1.32 تريليون                               | 4.60 مليار     |
| الناتج المحلي الإجمالي (تعادل القوة الشرائية) بليون دولار | 1.10 تريليون                               | 5.23 مليار     |
| الناتج المحلي الإجمالي الاسمي للفرد دولار أمريكي          | 56.31 ألف                                  | 8.39 ألف       |
| الناتج المحلي الإجمالي للفرد دولار أمريكي                 | 45.92 ألف                                  | 12.53 ألف      |
| مؤشر التنمية البشرية                                      | 0.939                                      | 0.706          |
| رمز المكالمات الدولي                                      | +61                                        | +960           |
| رمز الإنترنت                                              | .au                                        | .mv            |
| المنطقة الزمنية                                           |                                            | ت ع م+05:00    |

## منظمات دولية مشتركة
يشترك البلدان في عضوية مجموعة من المنظمات الدولية، منها:
| علم المنظمة | اسم المنظمة                        | تاريخ انضمام أستراليا | تاريخ انضمام المالديف |
| ----------- | ---------------------------------- | --------------------- | --------------------- |
|             | البنك الدولي للإنشاء والتعمير      | 5 أغسطس 1947          | 13 يناير 1978         |
|             | بنك التنمية الآسيوي                | 1966                  | 1978                  |
|             | يونسكو                             | 4 نوفمبر 1946         | 18 يوليو 1980         |
|             | وكالة ضمان الاستثمار متعدد الأطراف | 10 فبراير 1999        | 19 مايو 2005          |
|             | منظمة التجارة العالمية             | ?                     | ?                     |
|             | دول الكومنولث                      | ?                     | ?                     |
|             | الاتحاد البريدي العالمي            | ?                     | ?                     |
|             | الاتحاد الدولي للاتصالات           | 27 مايو 1878          | 28 فبراير 1967        |
|             | مؤسسة التمويل الدولية              | 20 يوليو 1956         | 2 فبراير 1983         |
|             | منظمة الشرطة الجنائية الدولية      | ?                     | ?                     |
|             | الأمم المتحدة                      | 1 نوفمبر 1945         | 21 سبتمبر 1965        |
|             | مؤسسة التنمية الدولية              | 24 سبتمبر 1960        | 13 يناير 1978         |
|             | منظمة حظر الأسلحة الكيميائية       | ?                     | ?                     |

## وصلات خارجية
- موقع وزارة الخارجية الأسترالية
- موقع وزارة الخارجية المالديفية